# Sköldpaddstuva
Sköldpaddstuva (Callisia repens) är en himmelsblomsväxtart som först beskrevs av Nikolaus Joseph von Jacquin, och fick sitt nu gällande namn av Carl von Linné. Enligt Catalogue of Life ingår Sköldpaddstuva i släktet sköldpaddstuvor och familjen himmelsblomsväxter, men enligt Dyntaxa är tillhörigheten istället släktet sköldpaddstuvor och familjen himmelsblomsväxter. Arten förekommer tillfälligt i Sverige, men reproducerar sig inte. Inga underarter finns listade.

## Bildgalleri

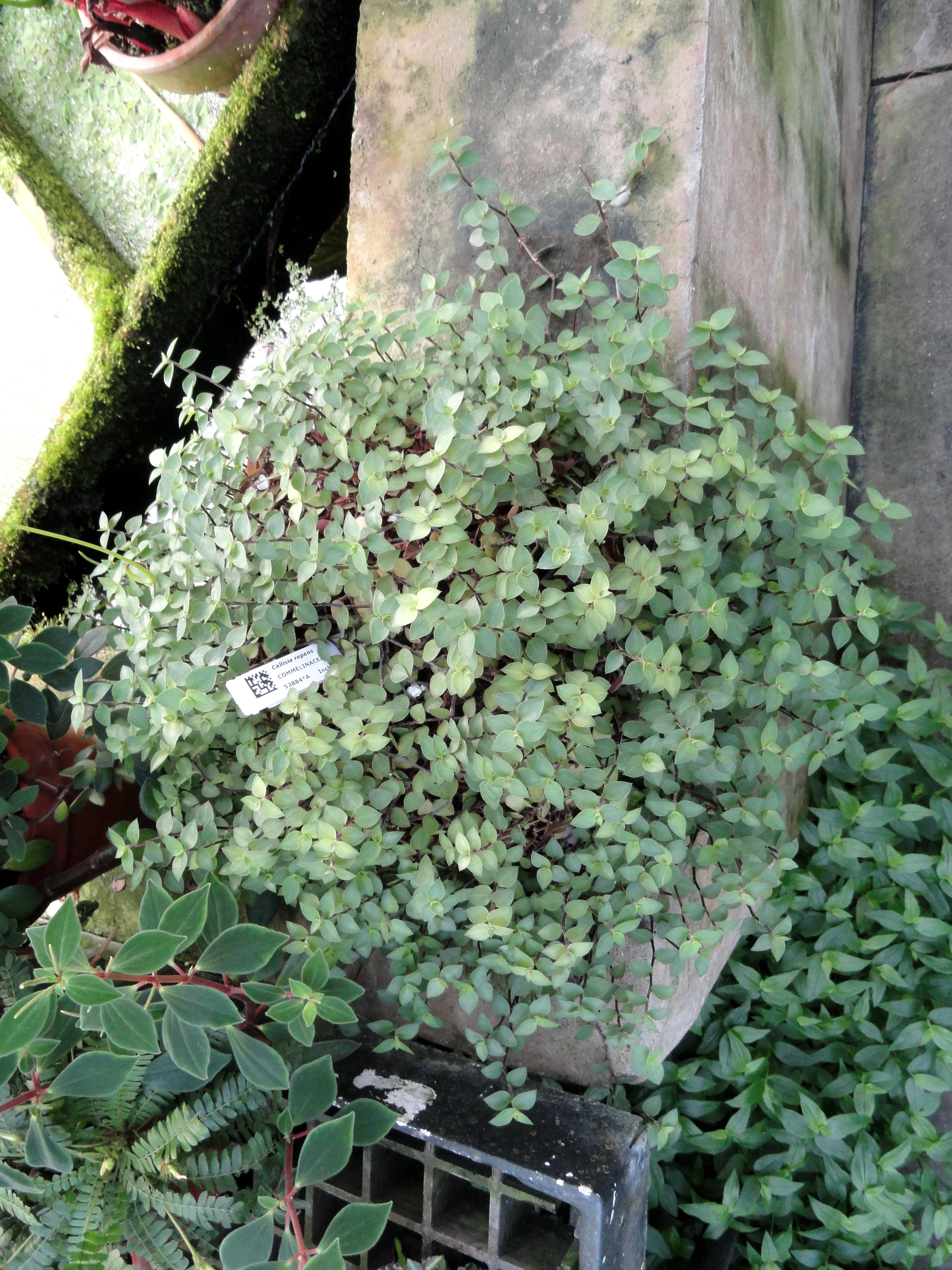